# The Pollywogs

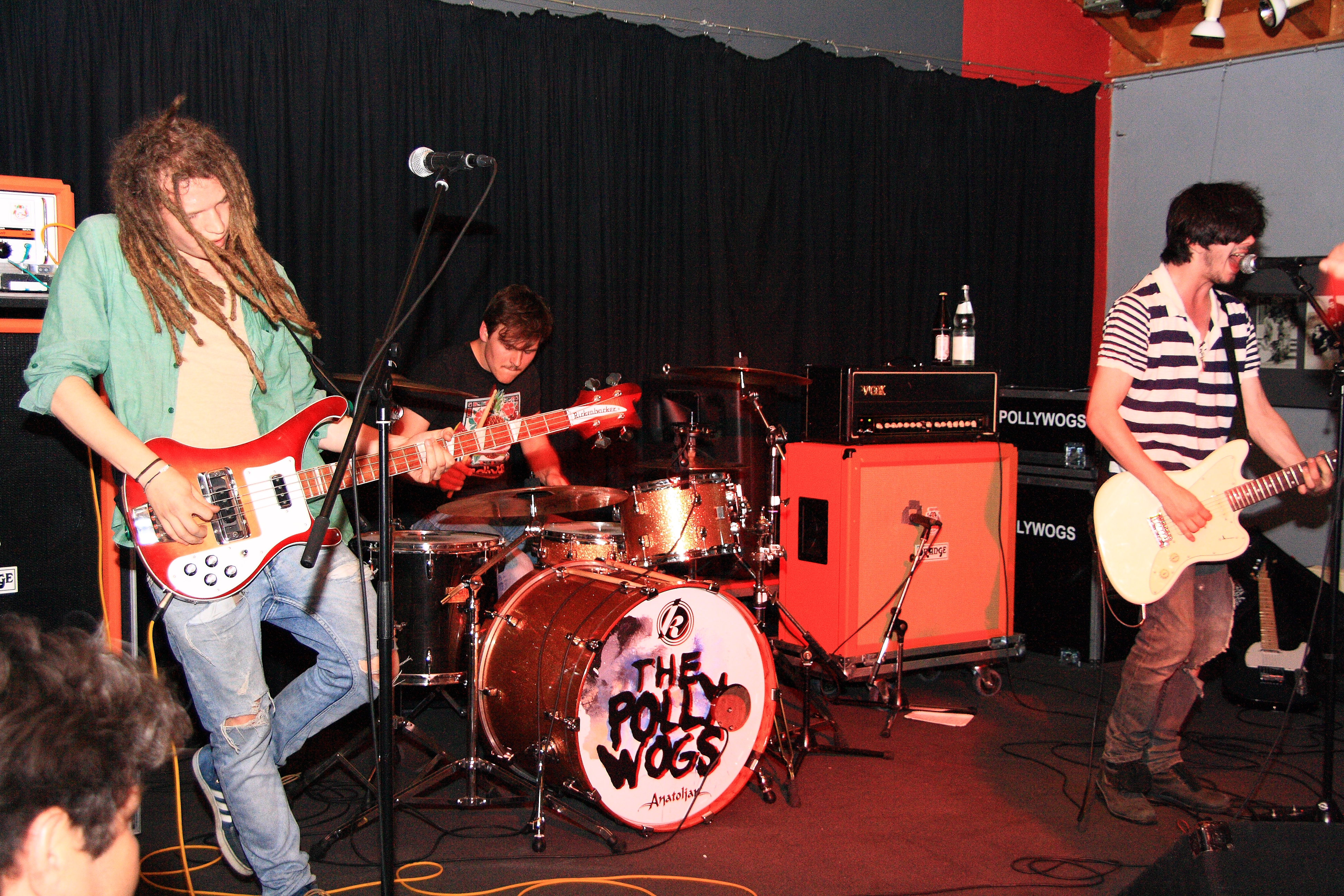
The Pollywogs im Club W71, 2012

The Pollywogs sind eine deutsche Punk-Rock-Band aus Köln.

## Geschichte
Von Bryan Kessler (Gitarre, Gesang) gegründet, existierte die Band vorher  als Punkband mit dem Namen Naturwunder. Die Mitglieder waren bei Bandgründung zwischen 14 und 15 Jahre alt.
Im Jahre 2006 lösten sich Naturwunder auf und Bryan Kessler gründete The Pollywogs.
Zu ihren Einflüssen zählt die Band den 1970er Punkrock und die Musik von The Libertines und Tocotronic. Erste Konzerte gaben sie im Raum Köln, später folgten Auftritte in Leipzig und Nürnberg. 2009 diente ihr Song Whole Life in a Pocket als Musik für einen Werbespot der Margarinenmarke Lätta. Im gleichen Jahr gewannen sie den Bandcontest der Beck’s Music Experience und gingen anschließend mit Schauspieler Oliver Korittke auf Tournee, während der sie als Vorband für Polarkreis 18, Bad Lieutenant und The Hives auftraten.
Die Texte der Band stammen aus der Feder von Bryan Kessler, der im Februar 2010 zusammen mit Rick Reuther den Gedichtband Wahngold veröffentlichte. Die Band veröffentlichte am 12. November 2010 ihr Debütalbum Dirty Words & Dirty Sex. 2011 veröffentlichte Bryan Kessler mit sechs weiteren Künstlern den Gedichtband Pollygamie. Nach absolvierter Tour wurde ihr Song We are here to fuck with you zum Opener der ZDFneo-Sendung neoParadise, einem Nachfolger des damaligen MTV Home mit Joko Winterscheidt und Klaas Heufer-Umlauf. Kurz darauf erscheint 2012 ihre EP Your Music Is Shit Go Die auf dem Label TRO/ENTERTAIN, welche auf 400 Exemplare im Vinylformat limitiert war. Der Sound der Band entwickelte sich zu einer modernen Form des Grunge. In Folge gingen die Pollywogs im Frühling 2012 mit der US-Band Cloud Nothings, welche ebenfalls als „Neo-Grunge“–Band betitelt wurden, auf Deutschlandtour. November 2012 erschien die Single "Nutella" mit zugehörigem Musikvideo, welches von dem Magazin VICE als "politische Kunst" interpretiert wurde.

## Diskografie
- 2010: Whole Life in a Pocket (Single)
- 2010: Dirty Words & Dirty Sex (Album)
- 2012: Your Music Is Shit Go Die (EP)
- 2012: Nutella (Single)